# 小宝島港
小宝島港（こだからじまこう）は、鹿児島県鹿児島郡十島村にある地方港湾。港湾管理者は十島村。統計法に基づく港湾調査規則では乙種港湾に分類されている。

## 概要

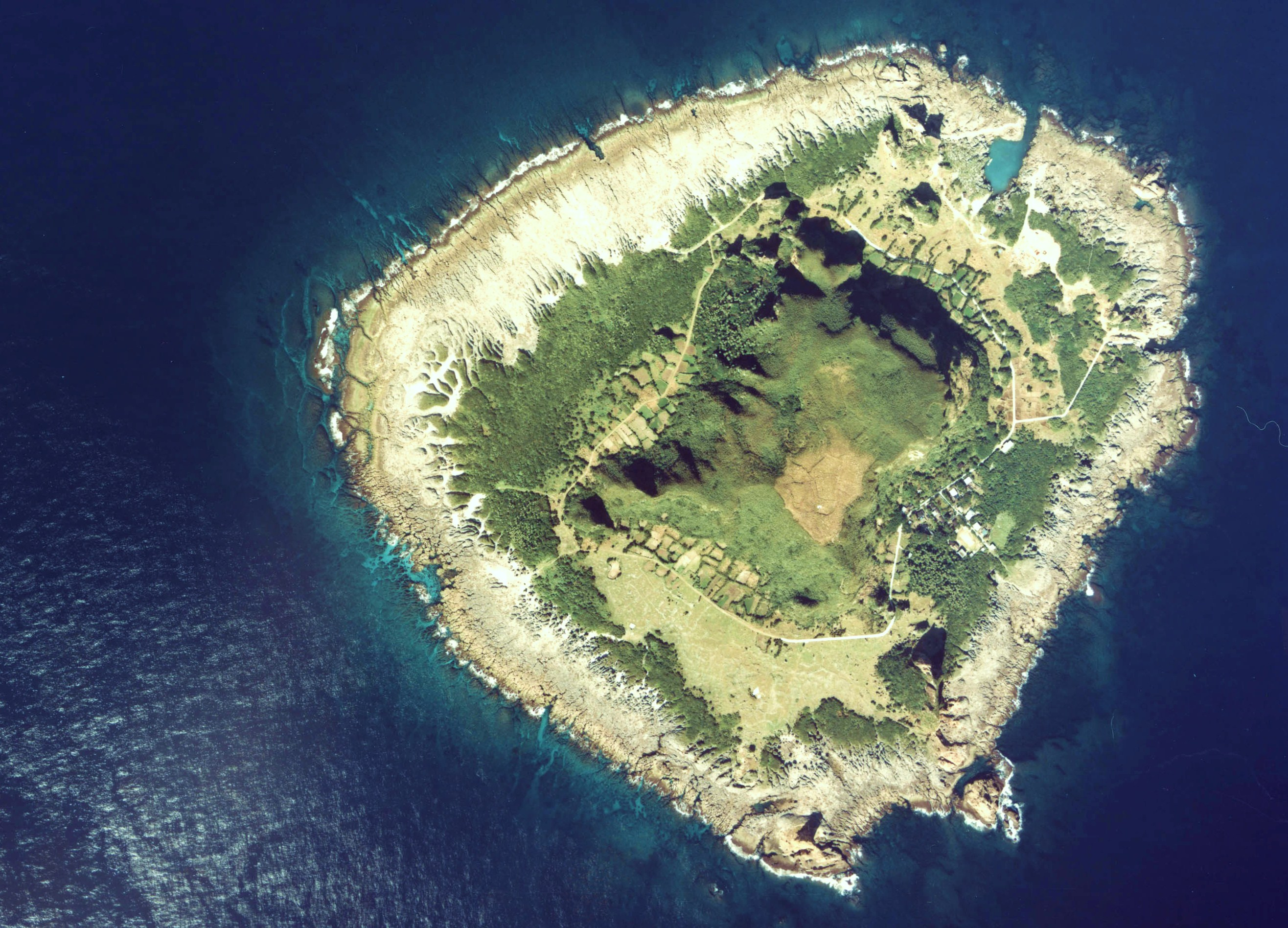
港湾建設前の小宝島の空中写真。（1978年）

トカラ列島の小宝島の南西岸に位置する港湾で東シナ海に面している。小宝島への唯一の交通手段である村営航路が就航している。小宝島では定期航路としては日本国内で最後まで常時「艀取り」が行われていた。
1982年（昭和57年）に小宝島港改修事業が着工され、1990年（平成2年）4月10日より接岸しての荷役が可能となったが、港湾施設が小規模であるため、気象・海象の状況によっては抜港となる場合がある。2013年度のフェリーとしまの運航実績は、計画航海数115回に対し実績航海数104回であったが、当港の抜港が6回生じており、他港より就航率が低くなっている。
2015年度の発着数は212隻（294,892総トン）、利用客数は1,178人（乗込人員425人、上陸人員753人）である。

## 航路

### 村営航路
- 鹿児島港（本港区南埠頭） - 口之島 - 中之島 - 平島 - 諏訪之瀬島（切石港または元浦港） - 悪石島（やすら浜港） - 小宝島（小宝島港） - 宝島 - 奄美大島（名瀬港）

十島村が運航するフェリーとしまが週2往復就航する。前述の通り、気象・海象の状況によっては当港は抜港となる場合がある。また、十島村が保有する高速観光船「ななしま2」のチャーター運航での利用も可能である。

## 港湾施設
海岸を一部掘り込んで建設されており、小規模な岸壁と防波堤のみで、旅客待合所などは設けられていない。